# Anastasia Udaltsova
Anastasía Olégovna Udaltsova (en ruso: Анастаси́я Оле́говна Удальцо́ва) (Cherkasy, República Socialista Soviética de Ucrania, URSS) es una figura política y pública rusa de izquierda, publicista, miembro del Consejo y coordinadora del movimiento «Frente de Izquierdas». Desde el 29 de junio de 2022 — Diputada de la Duma Estatal de la VIII convocatoria, miembro de la facción del Partido Comunista de la Federación de Rusia (PCFR).

## Biografía

### Primeros años
Anastasia Udaltsova nació el 2 de septiembre de 1978 en la familia de un trabajador y maestro en la ciudad ucraniana de Cherkasy. Se graduó de la escuela de gimnasia y música en piano. En 1995, ingresó a la Universidad Nacional de Derecho que lleva el nombre de Yaroslav el Sabio en Járkov.
En 1998, recibió la ciudadanía rusa y se mudó a Moscú. En 2007, se graduó de la Facultad de Derecho de la Universidad Estatal Rusa de Humanidades, recibió su segunda educación superior en la Universidad Rusa de la Amistad de los Pueblos con un título en relaciones públicas. Se sometió a un reciclaje profesional en el marco del programa «Garantía de la cooperación interparlamentaria» en la Academia Rusa de Economía Nacional y Administración Pública, asistió a cursos de formación avanzada en la Universidad Estatal de Moscú y Instituto Estatal de Relaciones Internacionales de Moscú (MGIMO).

### Trayectoria política
En 1997, se unió al Partido Comunista de Ucrania. Luego, durante dos años, fue miembro del Partido Nacional Bolchevique de Eduard Limónov, posteriormente prohibido, de donde en 2000 pasó a la Vanguardia de la Juventud Roja. Tras la creación del «Frente de Izquierdas», se convirtió en su secretaría de prensa (2008–2013).
Participó activamente en campañas públicas: en la lucha contra la construcción de «puntos»; protección del bosque de Jimki; residentes de Bútovo del Sur y el pueblo de Rechnik en Moscú. Después del arresto de su esposo, el activista Serguéi Udaltsov, actuó como coordinadora del «Frente de Izquierdas».
En 2019, Udaltsova participó en las Elecciones a la Duma de Moscú de 2019, pero perdió ante el presentador de televisión Román Babayán del partido Rusia Unida.
En 2021, perdió las elecciones a la Duma Estatal en el distrito electoral de mandato único Nº 201.
El 22 de junio de 2022, la Comisión Electoral Central de Rusia entregó a Anastasia Udaltsova el mandato de Valeri Rashkin, diputado del PCFR, privado de su mandato por caza furtiva.